# Harald Hårderåde
Harald Hårderåde eller Harald Hårdråde, oldnordisk: Haraldr harðráði, (1015 – 25. september 1066) var norsk konge fra 1046 sammen med brorsønnen Magnus den Gode og enekonge fra 1047 til 1066. Han var søn af kong Sigurd Syr (syr = so) fra Ringerike og Åsta Gudbrandsdatter, der også var mor til Olav den Hellige; Harald og Olav var halvbrødre.
Efter slaget ved Stiklestad (29. juli 1030), hvor Olav faldt, måtte Harald flygte fra Norge. Han førte krig mod jyderne i 1048 og ødelagde Hedeby i 1050. Han mistede livet i forsøget på at erobre England i slaget ved Stamford Bridge 1066.

## Biografi
Som femtenårig kæmpede Harald i slaget ved Stiklestad, flygtede derfra til Gardarige og drog videre til Miklagard, hvor han trådte i den byzantinske kejsers tjeneste i 1034. I flere år skal han have kæmpet for kejseren på Sicilien og i Bulgarien og tjenestegjorde til sidst i livgarden sammen med andre væringer, dvs. nordiske krigere i den byzantinske kejsers livvagt. På hjemrejsen gennem Gardarige giftede han sig med Jelizaveta Jaroslavna kendt som Ellisiv af Kijev, datter af storfyrst Jaroslav den Vise og Ingegerd af Sverige. I Haralds følge var islændingen Halldor Snorreson, der gjaldt som den bedste kriger blandt væringerne. Halldor var så misfornøjet med Haralds løn, at han smed mønterne fra sig, da han mente, Harald havde mindsket deres indhold af sølv. Derefter overfaldt han kongen i hans soveværelse med draget sværd og forlangte dronning Ellisifs armring af guld som betaling. Halldor undgik med nød og næppe Haralds hævn, og det blev han højt respekteret for på Island.
Harald kom tilbage til Norge i 1045 og blev anerkendt som brorsønnen Magnus den Godes medregent mod at dele sine sølv- og guldskatte med ham. Da Magnus døde i 1047, blev Harald enekonge. I en årrække sloges han med Svend Estridsen om herredømmet over Danmark, men anerkendte endeligt Svend som Danmarks konge i 1064. I kirkelige sager nægtede Harald at modtage direktiver fra ærkebiskop Adalbert af Bremen, som var Svends forbundsfælle og lod de norske biskopper indvies i England og Frankrig. Harald slap ikke kontrollen over den norske kirke og styrede kulten for sin helgenhalvbror Olav med jernhånd. Han lod også "ermske" (armenske) biskopper missionere på Island og muligvis i Norge, hvad der kan have fået ham ekskommunikeret mod slutningen af livet, uden at det vides sikkert. Historikeren Thormod Torfæus omtaler Haralds konflikt med pave Alexander 2., "en mand, der havde søgt paveembedet med våbenmagt". Denne strid fra 1060-årene dannede sandsynligvis en vigtig optakt til kong Sverres konflikt med paven i tiden omkring år 1200.
Før det store skisma mellem Øst- og Vestkirken i 1054 havde Harald været væringgardens leder i Konstantinopel. Sandsynligvis følte han, og ikke mindst hans russiske dronning, sig mere hjemme i en byzantinsk kirketradition end i en vestlig. Så sent som i 1440'erne advarede Christian 1. paven om, at nordmænd var tilbøjelige til at være mere loyale mod Østkirken, hvis de følte sig presset af pavedømmet.
Ifølge Snorre skal Harald have grundlagt Oslo. Oslos tætbebyggelse er dog ældre, men Harald kan have bidraget til byudviklingen ved at opføre kongsgård og kirke. Både i Oslo og Trondheim fik han rejst Mariakirker. En lille saga beretter om islændingen Audun fra Vestfjordene, der købte en isbjørn på Grønland for alt, hvad han ejede og havde. Han tog bjørnen med til Norge, hvor Harald Hårderåde ønskede at købe dyret. Audun havde imidlertid tænkt sig at tage til Danmark for at skænke isbjørnen til kong Svend Estridsen.
Med kong Harald var samlingen af Norge til ét rige fuldført: de oprørske opplændinge bragt til underkastelse og trøndernes høvding, Einar Tambeskælver, ryddet af vejen. Ørkenøerne og Hjaltland blev knyttet fast til det norske kongedømme.

## Stamford bro
I 1058 var Haralds søn Magnus 2. i England. Det ser ud til, at han skulle hjælpe jarl Ælfgar, der var blevet forvist fra jarledømmet Mercia, som han havde arvet året før. Kort tid efter vandt Ælfgar dog Mercia tilbage ved hjælp af kong Gruffydd ap Llewelyn af Wales og en norsk flåde. Derved kunne Magnus 2. forvente sig Ælfgars støtte ved en senere norsk invasion af England. Imidlertid døde både jarl Ælfgar og kong Druffydd i 1063. Invasionsplanerne må være skrinlagt, helt indtil Harold Godvinsons bror Toste, jarl af Northumbria, lovede Harald støtte fra hele Northumbria og sine allierede; men da det kom til stykket, havde Toste helt overvurderet støtten fra sine forbindelser.
I 1066 sejlede Harald med en flåde til England. 25. september samme år faldt han i slaget ved Stamford bro. Hans lig blev sejlet hjem og begravet i en kirke. Senere blev graven flyttet til Elgeseter kloster, som lå på modsat side af Nidelven fra Nidarosdomen. Klostret blev nedlagt ved reformationen i 1537. Norgeshistoriens mest berejste og sprogkyndige konge ligger nu sandsynligvis under asfalt og kloakrør i Klostergata i Trondheim.
Haralds to sønner med frillen Tora Torbergsdatter, Magnus og Olav (Kyrre), overtog som konger. Med dronning Ellisif havde han døtrene Ingegerd Haraldsdatter, der blev gift med den danske konge Oluf Hunger, og Maria Haraldsdatter - den første norske kvinde med navnet Maria  - der angiveligt skulle være gift med høvdingen Øystein Orre,  der fulgte Harald i slaget og faldt der, ligesom han. Harald havde efterladt sin datter Maria på Orknøerne sammen med Tora Torbergsdatter; ifølge Heimskringla døde pigen på Orknøerne samme dag og stund, som hendes far blev dræbt i slaget ved Stamford bro.

## Mindesmærker
En granitsten smykket med et bronzerelief udført af Lars Utne, som fremstiller Harald til hest, blev rejst på Harald Hardrådes plads i Oslo i 1905. På vestsiden af Oslo Rådhus blev et stort rytterrelief af Harald udført af Anne Grimdalen afsløret i 1950.